# Anthela canescens
Anthela canescens là một loài bướm đêm thuộc họ Anthelidae. Loài này có ở Úc.